# نعمانجان حكيموف
نوموندزهون خاكيموف (بالإنجليزية: Numonjon Hakimov)‏ (مواليد 5 سبتمبر 1978) لاعب كرة قدم طاجيكستاني دولي يجيد اللعب في خط الهجوم . يلعب حاليا لصالح نادي فاكش قورغونتيبا الطاجيكستاني منذ 2008 .

## روابط خارجية
- نعمانجان حكيموف على موقع الاتحاد الدولي (مؤرشف)  (الإنجليزية)
- نعمانجان حكيموف على موقع ناشيونال فوتبول تيمز (الإنجليزية)